# Neutralitet

neutrala länder
länder som påstår sig vara neutrala
länder som har varit neutrala tidigare

Neutralitet i folkrätten innebär att en stat inte vare sig själv deltar eller stöder någondera sidan i en väpnad konflikt mellan andra stater eller militära förband. Man skiljer på neutralitet och alliansfrihet, eftersom neutralitet i folkrättslig mening inte kan förekomma förrän i en konkret konfliktsituation. Förhållandet mellan krigförande och neutrala stater regleras i femte och trettonde Haagkonventionerna.
Haagkonventionerna föreskriver att den neutrala staten inte får stödja någon krigförande militärt eller tillåta att det egna territoriet används för militära uppgifter. De innehåller inget som förbjuder politiska eller moraliska ställningstaganden i konflikten, och inte heller regler som förbjuder den neutrala statens medborgare att delta i konflikten på den ena eller andra sidan. Den neutrala staten själv får inte exportera krigsmateriel till någon krigförande stat, men inget hindrar att privata företag eller medborgare gör det. Däremot kan staten införa egna begränsningar för medborgarnas vapenexport, då med villkor att reglerna gäller samtliga krigförande och tillämpas likvärdigt. I övrigt kan handeln bedrivas fritt, utan krav på vare sig ekonomisk neutralitet eller balans, allt avgörs av det neutrala landets behov. Slutligen kan krigförande länder införa blockad mot varandra, vilket även gäller handeln med neutrala länder, varför förhandlingar då vanligen görs för att släppa fram för de neutrala staterna nödvändiga varor i utbyte mot andra saker.
Neutralitet har en politisk dimension som innebär att en stat som folkrättsligt är neutral ändå kan drabbas av intern eller extern kritik för att den stöder (eller påstås stödja) den ena parten mer än den andra.
Det finns två olika sorters neutralitet, temporär och permanent.

## Permanent neutralitet
Permanent neutralitet innebär att landet genom mellanstatliga överenskommelser förbundit sig att upprätthålla neutraliteten i alla framtida krig.
Schweiz är permanent neutralt efter beslut vid kongressen i Wien 1815. Österrike är permanent neutralt genom österrikiska statsfördraget som slöts 1955 mellan Österrike och de fyra ledande segrarmakterna efter andra världskriget.
Ett land kan också ensidigt deklarera att det skall vara permanent neutralt, men ett sådant löfte anses kunna brytas vid förändrade förhållanden i omvärlden och därför inte ha samma värde.

## Temporär neutralitet
Temporär neutralitet kan deklareras av en stat i förhållande till en viss konflikt mellan andra länder. En sådan deklaration gäller bara så länge just det kriget pågår.